# Cybister burgeoni
Cybister burgeoni är en skalbaggsart som beskrevs av Guignot 1947. Cybister burgeoni ingår i släktet Cybister och familjen dykare. Inga underarter finns listade i Catalogue of Life.